# 임천군 (오)
임천군(臨川郡)은 오나라때 설치된 중국의 옛 군으로 장시성의 지급시인 푸저우시의 전신이다.

## 오, 서진
본래 예장군 동부도위에 속했으나 257년(동오 폐제 태평 2년) 2월 봄에 상동군, 형양군, 임해군과 함께 신설되었다.서진대에는 10현 8,500호를 거느렸다. 291년(진 혜제 원강 원년) 강주가 신설되면서 강주의 속군이 되었다.
| 현명   | 한자   | 대략적 위치                                                                   | 비고 |
| ------ | ------ | ----------------------------------------------------------------------------- | --- |
| 임려현 | 臨汝縣 | 푸저우시 린촨구                                                               | 96년(후한 화제 영원 8년)에 설치되었다.                                                                  |
| 서풍현 | 西豐縣 | 푸저우시 린촨구 남                                                            | 본래 257년 임려현에서 신설된 서평현(西平縣)이었다. 280년(진 무제 태강 원년) 지금의 이름으로 개명되었다. |
| 남성현 | 南城縣 | 푸저우시 난청현 홍문진(洪門鎭) 동쪽 홍문저수지(洪門水庫) 안 → 푸저우시 난청현 | 280년 현의 치소가 지금의 난청현 중심지로 옮겨졌다.                                                      |
| 동흥현 | 東興縣 | 푸저우시 리촨현 동북 30리 여상촌(畲上村) 일대                                 | 257년 남성현에서 분리신설되었다.                                                                        |
| 남풍현 | 南豐縣 | 푸저우시 광창현 동 15리 만가산(萬家山) 일대                                   | 257년 남성현에서 분리신설되었다.                                                                        |
| 영성현 | 永成縣 | 푸저우시 리촨현 전동만(田東灣)                                                | 본래 257년 남성현에서 신설된 영성현(永城縣)이었다. 265년(오 말제 감로 원년) 지금의 이름으로 개명되었다. |
| 의황현 | 宜黃縣 | 푸저우시 이황현                                                               | 257년 임려현에서 분리신설되었다.                                                                        |
| 안포현 | 安浦縣 | 푸저우시 러안현 서남 60리 만숭진(萬崇鎭) 서북                                 | 257년 임려현에서 분리신설되었다.                                                                        |
| 서녕현 | 西寧縣 | 푸저우시 충런현 남 산사향(山斜鄕) 일대                                        | 서진대에 서성현(西城縣)에서 지금의 이름으로 개명되었다. 420년(유송 무제 영초 원년) 폐지되었다.          |
| 신건현 | 新建縣 | 푸저우시 러안현 북 공계진(公溪鎭)                                             | 257년 임려현에서 분리신설되었다.                                                                        |

## 남조
송대에는 내사가 군의 민정을 맡았고 9현 8,983호 64,805명을 거느렸다. 속현은 남제시기에도 변하지 않았다.
| 현명   | 한자   | 대략적 위치                                   | 직위       | 비고                                               |
| ------ | ------ | --------------------------------------------- | ---------- | -------------------------------------------------- |
| 임려현 | 臨汝縣 | 푸저우시 린촨구                               | 후상(候相) |                                                    |
| 서풍현 | 西豐縣 | 푸저우시 린촨구 남                            | 후상(候相) |                                                    |
| 신건현 | 新建縣 | 푸저우시 러안현 북 공계진(公溪鎭)             | 후상(候相) | 양나라 때 파산군으로 분리되었다.                   |
| 영성현 | 永城縣 | 푸저우시 리촨현 전동만(田東灣)                | 남상(男相) | 420년 영성현(永成縣)에서 지금의 이름으로 바뀌었다. |
| 의황현 | 宜黃縣 | 푸저우시 이황현                               | 후상(候相) |                                                    |
| 남성현 | 南城縣 | 푸저우시 난청현                               | 남상(男相) |                                                    |
| 남풍현 | 南豐縣 | 푸저우시 광창현 동 15리 만가산(萬家山) 일대   | 현령(縣令) |                                                    |
| 동흥현 | 東興縣 | 푸저우시 리촨현 동북 30리 여상촌(畲上村) 일대 | 후상(候相) |                                                    |
| 안포현 | 安浦縣 | 푸저우시 러안현 서남 60리 만숭진(萬崇鎭) 서북 | 남상(男相) |                                                    |

## 수
수나라가 진나라를 정복한 뒤 군현제를 폐지하고 주현제를 실시하면서 인접한 파산군과 함께 무주(撫州)에 통폐합되었다. 수양제시기 군현제가 재실시되면서 무주가 임천군으로 바뀌었다. 4현 10,900호를 거느렸다. 수당교체기엔 임사홍이 점령했다.
| 현명   | 한자   | 대략적 위치                  | 비고 |
| ------ | ------ | ---------------------------- | --- |
| 임천현 | 臨川縣 | 푸저우시 무북진(撫北鎭)일대? | 589년(수 문제 개황 9년) 임려현이 지금의 이름으로 개명되었고 서풍현이 통폐합되었다. 현내에 동산(銅山), 황산(黃山), 몽수(夢水)가 있었다. |
| 남성현 | 南城縣 | 푸저우시 난청현 동남         | 589년 남풍현, 동흥현, 영성현의 3현이 통폐합되었다. 현내에 오장산(五章山)이 있었다.                                                     |
| 숭인현 | 崇仁縣 | 푸저우시 충런현              | 파산군이 무주에 통폐합된 이후 파산군의 속현과 의황현, 안포현, 신건현이 통폐합되었다.                                                   |
| 소무현 | 邵武縣 | 난핑시 사오우시              | 592년(수 문제 개황 12년) 신설되었다.                                                                                                   |

## 당
622년(당 고조 무덕 5년) 임사홍을 정벌하면서 당에 편입되었다. 주현제를 실시하면서 폐지된 임천군에선 무주(撫州)가 설치되었고 임천, 남성, 소무, 의황, 숭인, 영성, 동흥, 장락의 8개현을 통치했다. 624년(당 고조 무덕 7년) 동흥, 영성, 장락현이 통폐합되었고 소무현이 건주로 이관되었다. 625년(당 고조 무덕 8년) 의황현이 폐지되었다. 742년(당 현종 천보 원년), 군현제가 실시되면서 임천군으로 바뀌었으나 758년(당 현종 건원 원년) 주현제로 복귀하면서 다시 무주로 돌아왔다. 본래 3현 7,354호 40,685명을 거느렸으나 천보연간에 4현 30,605호 176,394명을 거느렸다. 주에선 칡 10필을 공납으로 바쳤다.
| 현명   | 한자   | 현급 | 대략적 위치                   | 비고                                                |
| ------ | ------ | ---- | ----------------------------- | --------------------------------------------------- |
| 임천현 | 臨川縣 | 上   | 푸저우 시 무북진(撫北鎭)일대? |                                                     |
| 남성현 | 南城縣 | 上   | 푸저우 시 난청 현 동남        |                                                     |
| 숭인현 | 崇仁縣 | 上   | 푸저우 시 충런 현             |                                                     |
| 남풍현 | 南豐縣 |      | 푸저우 시 난펑 현             | 720년(당 현종 개원 8년), 남성현에서 분리신설되었다. |